# Piz Buin
De Grote Piz Buin ([ˌpits buˈiːn]ⓘ) is een berg op de grens tussen de Oostenrijkse deelstaat Vorarlberg en het Zwitserse kanton Graubünden.
Met zijn hoogte van 3312 m is het de hoogste bergtop in Vorarlberg, en na de Piz Linard (3410 m) en de Fluchthorn (3399 m) de hoogste bergtop van de Silvretta. 

## Topografie
Over de top van de berg loopt in oostwestelijke richting de grens tussen Oostenrijk en Zwitserland. In het westen, gescheiden door de Buinlücke, ligt de Kleine Piz Buin, ook bekend als Piz Buin Pitschen (3255 m). De Ochsental gletsjer strekt zich uit ten noorden en westen van de Große Piz Buin, terwijl de Vermunt gletsjer in het noordoosten ligt, gescheiden van de Ochsental gletsjer door het Wiesbadner Grätle. Deze twee gletsjers, gelegen op Oostenrijks grondgebied, vormen de bron van de rivier de Ill, die noordwaarts door het Ochsental naar het Silvretta-stuwmeer bij de Bielerhöhe stroomt. 

## Geologie en flora
De Piz Buin bestaat uit kristallijn gesteente van de Silvretta-laag, dat hoofdzakelijk uit gneis bestaat.
De vegetatie is hier schaars en bestaat uit rots- en puinplanten. Naast korstmossen en mossen groeit hier ook de gletsjerboterbloem, die zelfs op de top van de Piz Buin bloeit.

## Benaming en geschiedenis
De naam Piz Buin is van Reto-Romaanse afkomst en betekent zoiets als "rundertop". De officiële Retoromaanse naam is Piz Buin Grond, om de berg te onderscheiden van de nabijgelegen Kleine Piz Buin of Piz Buin Pitschen, die direct aansluit op de Piz Buin via de Buinlücke.
De eerste beklimming werd op 14 juli 1865 gemaakt, door Josef Anton Specht en Johann Jakob Weilenmann met de gidsen Jakob Pfitscher en Franz Pöll. 
Ten tijde van de eerste beklimmingen kwamen de Ochsental gletsjer en de Vermunt gletsjer samen onder de Grüne Kuppe (2579 m) voor het Wiesbadener Grätle en vormden daar een middenmorene. Tegenwoordig zijn het twee ijsvelden die sterk zijn gereduceerd door het smelten van de gletsjer en die worden gescheiden door het Wiesbadener Grätle en de Grüne Kuppe.
Op 13 september 1936 werd op de Piz Buin het eerste bergtopkruis van Vorarlberg opgericht. Het christelijk-socialistische Vorarlberger Volksblatt beschreef deze zeer symbolische binnenlandse politieke actie als een “teken dat dit land christelijk is en blijft, ondanks alle aanvallen van de ‘overweldigers van het christendom’” (waarmee de communisten en de nationaalsocialisten werden bedoeld). In de zomer van 2012 werd een nieuw kruis naar de top gevlogen nadat het vorige, vermoedelijk uit de jaren 1950, verweerd en scheef was komen te staan.  

## Klimroutes
De Grote Piz Buin kan vanaf de Oostenrijkse zijde bereikt worden via de Wiesbadener Hütte. Hiervoor moet men eerst de Vermunt gletsjer oversteken, daarna het Wiesbadener Grätle beklimmen, waarna ten slotte de Buinlücke moet worden gepasseerd. Vanaf hier gaat het zigzag tot aan de top. 
Een alternatief voor deze route loopt vanaf de Wiesbadener Hütte of rechtstreeks vanaf de Bielerhöhe naar de Ochsentaler Gletscher en daarover naar de Buinlücke. Deze beklimming is een populaire route voor toerskiërs in de winter.
Na onderzoeken wordt er sinds de herfst van 2022 gewaarschuwd voor een grote rotsval op de Kleine Piz Buin, die ook het gebied van de Buinlücke en het onderste deel van de normale route naar de Piz Buin zou treffen. De normale route naar de top ligt direct in de gevarenzone en de grote rotsval die in de komende vijf jaar wordt verwacht, zou een aanzienlijk risico vormen voor klimmers op de normale route. Hiermee moet rekening worden gehouden bij het plannen van tochten, vooral bij ongunstige weersomstandigheden zoals langdurige/hevige regenval en langdurige hitte met fel zonlicht. Het bedreigde gebied van de route moet daarom snel en individueel worden doorkruist met een zo groot mogelijke afstand tot de voet van de Kleine Piz Buin om het risico te minimaliseren. Een ski-afdaling vanaf de Buinlücke in de richting van de Tuoihütte mag niet meer worden ondernomen, omdat het gebied tot aan de hut vooral in de winter bijzonder gevaarlijk is.

## Trivia
De naam van de berg is ook gebruikt voor een merk zonnebrandcrème.